# برگ راینفلد
برگ راینفلد (به آلمانی: Bergrheinfeld) یک شهر در آلمان است که در بایرن واقع شده‌است.

## خصوصیات
برگ راینفلد ۱۹٫۸۷ کیلومترمربع مساحت دارد ۲۰۸ متر بالاتر از سطح دریا واقع شده‌است.